# Didihat
Didihat is een nagar panchayat (plaats) in het district Pithoragarh van de Indiase staat Uttarakhand.

## Demografie
Volgens de Indiase volkstelling van 2001 wonen er 4.805 mensen in Didihat, waarvan 55% mannelijk en 45% vrouwelijk is. De plaats heeft een alfabetiseringsgraad van 79%.